# Entrevía
La entrevía es la distancia que existe entre dos vías de tren, medida entre sus caras activas más próximas. En una estación ferroviaria sirve para determinar su ancho, y por lo tanto, el dimensionamiento transversal de una estación. No confundir con "entreejes", que es la distancia existente entre dos vías tomadas desde sus respectivos ejes.

## Tipología de entrevías
Hay cuatro tipos de entrevía:

### Entrevías de circulación
Es el espacio que hay que dejar entre dos vías paralelas para que los trenes puedan circular por ellas simultáneamente y con seguridad. Cada administración ferroviaria publica entre sus normas de explotación las entrevías que considera suficientes.
Es normal dejar una entrevía medida entre bordes activos del carril de 2,1 metros, para velocidades de circulación de 160 km/h. Para velocidades entre los 200 y los 220 km/h, se dejan hasta 3 metros de entrevía. Para altas velocidades, entre los 250 y los 350 km/h, se emplean entrevías de 3,5 metros.

### Entrevías de andén
Los andenes para viajeros, determinantes en la dimensión de la entrevía correspondiente, se calculan según el tiempo de vaciado que se desee para el andén. Los anchos de andén más empleados son, para pequeñas estaciones con pocos viajeros, de entre 2 y 3 metros de ancho, y de entre 4 y 6 metros para el caso de andenes de grandes cantidades de viajeros, como puede ser el caso de cercanías o estaciones terminales.

### Entrevías para personal
Son las entrevías que es preciso dejar para que el personal empleado en el ferrocarril pueda realizar su trabajo: 
- Comprobar el estado de la carga.
- Comprobar el etiquetado de los vagones.
- Efectuar las pruebas de frenado.
- Acompañar a las maniobras.
- Manejar las instalaciones.
- Realizar trabajos de mantenimiento.

### Entrevías para cargas
Se dimensionan en función de la operación de carga que se va a efectuar en ese espacio de la estación. Los tipos de operación de carga suelen ser: 
- Almacenamiento y manipulación de contenedores.
- Circulación de camiones.
- Carga y descarga desde vehículos de carretera.
- Movimientos de elementos auxiliares de carga o descarga.
- Instalación de almacenes, tolvas de carga, muelles, etc.

- Datos: Q5834529